# دهستان ششده
دهستان ششده نام دهستانی در بخش ششده و قره‌بلاغ شهرستان فسا، استان فارس در ایران است. براساس سرشماری مرکز آمار ایران در سال ۱۳۸۵، جمعیت آن ۱۰۹۰۴ نفر (۱۸۸۶ خانوار) بوده‌است.